# June Bolan
June Child (ou June Bolan après son mariage) est une Britannique née le 23 août 1943 à Londres et morte le 1er septembre 1994 en Turquie. Elle évolue dans le monde du rock, successivement assistante et maîtresse de Syd Barrett de Pink Floyd, puis manager, inspiratrice et épouse de Marc Bolan de T. Rex.

## Biographie
Après une enfance tranquille à Fulham et des premiers emplois pour un importateur de tissu puis pour un photographe à Londres, June Ellen Child entre dans la société Blackhill Enterprises qui manage le groupe Pink Floyd alors débutant, puis dans leur entourage. Elle en devient la secrétaire, et sort avec le chanteur, Syd Barrett. Elle le quitte en 1968, quand ses problèmes mentaux et d'addiction ont pris tellement d'importance qu'il doit quitter le groupe.
Elle fréquente alors déjà Marc Bolan, le chanteur de T. Rex, son cadet de quatre ans. Tous deux emménagent ensemble dans un petit appartement de Notting Hill Gate. June devient son assistante, gérant sa communication et les aspects pratiques de ses spectacles. Comme Angie auprès de David Bowie, elle joue un rôle clef dans les innovations stylistiques de Bolan. Elle l'épouse le 30 janvier 1970, mais l'un comme l'autre ont plusieurs liaisons successives. Le couple finit par se séparer en octobre 1973, sans divorcer officiellement. 
À la mort de Bolan le 16 septembre 1977, elle reste très proche de grands noms du rock britannique, comme Ringo Starr, Eric Clapton, David Bowie, avec lequel elle passe la nuit qui suit les obsèques de Bolan. 
Elle se lie pour une longue durée au batteur du groupe The Arrows, Paul Varley. De leur relation naît une fille le 11 juillet 1978, Ilona. 
June se met alors en couple avec Graham Porter ; elle meurt brutalement d'un infarctus le 1er septembre 1994 lors de vacances en Turquie.